# Fekete János (bankár)
Fekete János (Budapest, 1918. szeptember 4. – Budapest, 2009. október 23.) bankár, a Magyar Nemzeti Bank elnökhelyettese.

## Életpályája
Édesanyja korai halála után családja Szarvasra költözött. A numerus clausus miatt nem tanulhatott tovább, ehelyett a szarvasi takarékpénztár irattárosa lett. A második világháború alatt munkaszolgálatosként esett hadifogságba, ahonnan 1945-ben szabadult.
Budapestre került, ahol 1946-tól 1948-ig a Magyar Nemzeti Bankban dolgozott. 1950-ben lett a Pénzügyminisztérium deviza főosztályának, majd a Külügyminisztérium pénzügyi főosztályának osztályvezetője. Hazánk képviseletében részt vett a háborút követő 1950-es párizsi jóvátételi tárgyalásokon.
1953-ban tért vissza az MNB-be, ahol 1988-ig, nyugdíjba vonulásáig különböző pozíciókat töltött be. 1953-tól 1968-ig a devizagazdálkodási főosztály vezetője volt. Ebben a minőségében javasolta az 1956-os forradalmat követően – szélsőbalos véleményekkel szembeszegülve – hogy a korábbi nyugati hiteleket törleszteni kell. 1968-tól 1980-ig elnökhelyettes, 1980-tól első elnökhelyettes volt az MNB-ben. Ez utóbbi pozíciójában 1982-től 1988-ig a Nemzetközi Valutaalap magyarországi kormányzójának a tisztét is betöltötte.
1989-1990-ben ő képviselte Kelet-Európát a globális gazdaság problémáinak megoldására javaslatokat tenni hivatott, Helmut Schmidt vezette 15 tagú Világgazdasági Tanácsadó Testületben. Nyugalomba vonulása után számos pénzintézet, társadalmi szervezet vezetőségének volt tagja. 2006-ban a Magyar Köztársasági Érdemrend középkeresztje a csillaggal kitüntetésben részesült, amit Sólyom László köztársasági elnök kifogásolt.

## Művei
- A devizagazdálkodás rendszere és a devizahatósági jogkörök. 2.; munkaközösség vezetője Fekete János; s.n., Bp., 1968
- Back to the realities Reflections of a Hungarian banker; articles, vál. Hajdu Ágnes, Ipper István, angolra ford. Bácskai Tamás et al.; Akadémiai, Bp., 1982
- Vissza a realitásokhoz! Egy magyar bankár reflexiói; vál. Hajdú Györgyné, Ipper István; Gondolat, Bp., 1983
- Fekete bárány Fekete János vall életéről, világnézetéről, világlátásáról Benda Lászlónak; Print City, Sárbogárd 1999

## Díjai
- A Magyar Köztársasági Érdemrend középkeresztje a csillaggal (2006)